# Humminaukko
Humminaukko är en fjärd i Finland. Den ligger i landskapet Egentliga Finland, i den sydvästra delen av landet, 210 km väster om huvudstaden Helsingfors.
Humminaukko avgränsas av Vaakua i öster, Iso-Hummi i söder, Vähä-Vehanen i väster och Iso-Vehanen i norr. Den ansluter till Koivistonaukko i nordöst.